# Pro Bowl 2000
Match précédent Match suivant
Le AFC-NFC Pro Bowl 2000 est le match des étoiles de football américain de la National Football League (NFL) pour la saison 1999.
Il se joue à l'Aloha Stadium d'Honolulu le 6 février 2000 devant 50 112 spectateurs.
Il met en présence les sélections des meilleurs joueurs des deux conférences de la NFL : la National Football Conference (NFC) et l'American Football Conference (AFC).
La rencontre est remportée sur le score de 51 à 31 par l'équipe représentant la NFC.

## Équipe de l'AFC
C'est Tom Coughlin, entraîneur principal des Jaguars de Jacksonville qui dirige l'équipe de l'AFC.
| Position         | Titulaire                                             | Réserve                                            | Remplaçant                       |
| ---------------- | ----------------------------------------------------- | -------------------------------------------------- | -------------------------------- |
| Quarterback      | 18 Peyton Manning, Colts                              | 8 Mark Brunell, Jaguars 12 Rich Gannon, Raiders    |                                  |
| Running back     | 32 Edgerrin James, Colts                              | 28 Corey Dillon, Bengals 27 Eddie George, Titans   |                                  |
| Fullback         | 33 Sam Gash (en), Bills                               |                                                    |                                  |
| Wide receiver    | 88 Marvin Harrison, Colts 82 Jimmy Smith, Jaguars     | 19 Keyshawn Johnson, Jets 81 Tim Brown, Raiders[b] | 88 Terry Glenn (en), Patriots[a] |
| Tight end        | 88 Tony Gonzalez, Chiefs                              | 89 Frank Wycheck (en), Titans                      |                                  |
| Offensive tackle | 75 Jonathan Ogden, Ravens 71 Tony Boselli, Jaguars[b] | 72 Leon Searcy (en), Jaguars[c]                    | 71 Walter Jones, Seahawks[a]     |
| Offensive guard  | 79 Ruben Brown (en), Bills 74 Bruce Matthews, Titans  | 68 Will Shields, Chiefs                            |                                  |
| Center           | 66 Tom Nalen, Broncos[b]                              | 68 Kevin Mawae, Jets[c]                            | 61 Tim Grunhard (en), Chiefs[a]  |

| Position           | Titulaire                                                      | Réserve                         | Remplaçant                  |
| ------------------ | -------------------------------------------------------------- | ------------------------------- | --------------------------- |
| Defensive end      | 90 Tony Brackens (en), Jaguars 90 Jevon Kearse, Titans         | 99 Michael McCrary (en), Ravens |                             |
| Defensive tackle   | 93 Trevor Pryce (en), Broncos 96 Darrell Russell (en), Raiders | 96 Cortez Kennedy, Seahawks     |                             |
| Outside linebacker | 58 Peter Boulware, Ravens 51 Kevin Hardy, Jaguars              | 94 Chad Brown (en), Seahawks[b] | 57 Mo Lewis, Jets[a]        |
| Inside linebacker  | 52 Ray Lewis, Ravens[b]                                        | 54 Zach Thomas, Dolphins[c]     | 55 Junior Seau, Chargers[a] |
| Cornerback         | 29 Sam Madison, Dolphins 24 Charles Woodson, Raiders           | 40 James Hasty (en), Chiefs     |                             |
| Free safety        | 37 Carnell Lake, Jaguars                                       | 26 Rod Woodson, Ravens          |                             |
| Strong safety      | 36 Lawyer Milloy, Patriots                                     |                                 |                             |

| Position       | Joueur                   | Remplaçant |
| -------------- | ------------------------ | ---------- |
| Punter         | 7 Tom Tupa, Jets         |            |
| Placekicker    | 10 Olindo Mare, Dolphins |            |
| Kick returner  | 34 Tremain Mack, Bengals |            |
| Special teamer | 42 Detron Smith, Broncos |            |

## Équipe de la NFC
C'est Tony Dungy, entraîneur principal des Buccaneers de Tampa Bay qui dirige l'équipe de la NFC.
| Position         | Titulaire                                            | Réserve                                               | Remplaçant |
| ---------------- | ---------------------------------------------------- | ----------------------------------------------------- | ---------- |
| Quarterback      | 13 Kurt Warner, Rams                                 | 7 Steve Beuerlein, Panthers 14 Brad Johnson, Redskins |            |
| Running back     | 28 Marshall Faulk, Rams                              | 22 Emmitt Smith, Cowboys 48 Stephen Davis, Redskins   |            |
| Fullback         | 40 Mike Alstott, Buccaneers                          |                                                       |            |
| Wide receiver    | 80 Cris Carter, Vikings 80 Isaac Bruce, Rams         | 87 Muhsin Muhammad, Panthers 84 Randy Moss, Vikings   |            |
| Tight end        | 85 Wesley Walls (en), Panthers                       | 86 David Sloan (en), Lions                            |            |
| Offensive tackle | 77 Willie Roaf, Saints 76 Orlando Pace, Rams         | 79 Erik Williams, Cowboys                             |            |
| Offensive guard  | 73 Larry Allen, Cowboys 64 Randall McDaniel, Vikings | 77 Tré Johnson (en), Redskins                         |            |
| Center           | 62 Jeff Christy (en), Vikings                        | 61 Tony Mayberry (en), Buccaneers                     |            |

| Position           | Titulaire                                                     | Réserve                          | Remplaçant                      |
| ------------------ | ------------------------------------------------------------- | -------------------------------- | ------------------------------- |
| Defensive end      | 92 Michael Strahan, Giants 93 Kevin Carter (en), Rams[b]      | 91 Robert Porcher (en), Lions[c] | 97 Simeon Rice, Cardinals[a]    |
| Defensive tackle   | 94 Luther Elliss (en), Lions 99 Warren Sapp, Buccaneers       | 75 D'Marco Farr (en), Rams       |                                 |
| Outside linebacker | 98 Jessie Armstead (en), Giants 55 Derrick Brooks, Buccaneers | 52 Dexter Coakley (en), Cowboys  |                                 |
| Inside linebacker  | 56 Hardy Nickerson, Buccaneers                                | 57 Stephen Boyd (en), Lions      |                                 |
| Cornerback         | 21 Deion Sanders, Cowboys[b] 41 Todd Lyght (en), Rams         | 35 Aeneas Williams, Cardinals[c] | 23 Troy Vincent (en), Eagles[a] |
| Free safety        | 30 Lance Schulters (en), 49ers                                | 20 Brian Dawkins, Eagles         |                                 |
| Strong safety      | 47 John Lynch, Buccaneers                                     |                                  |                                 |

| Position       | Joueur                        | Remplaçant |
| -------------- | ----------------------------- | ---------- |
| Punter         | 17 Mitch Berger (en), Vikings |            |
| Placekicker    | 4 Jason Hanson, Lions         |            |
| Kick returner  | 24 Glyn Milburn (en), Bears   |            |
| Special teamer | 84 Michael Bates, Panthers    |            |

Notes :
a Remplacé en sélection à la suite d'une blessure ou désistement
b Joueur blessé; sélectionné mais n'a pas joué
c Titulaire remplacé; sélectionné comme réserve